# Arcadia Publishing
Arcadia Publishing es una editorial estadounidense de historia barrial, local y regional de los Estados Unidos en forma pictórica.  Arcadia Publishing también dirige History Press, que publica libros de texto sobre historia y folclore estadounidenses.

## Historia
Arcadia Publishing fue fundada en Dover, New Hampshire, en 1993 por Tempus Publishing, con sede en el Reino Unido, pero se independizó después de ser adquirida por su director ejecutivo en 2004. La oficina corporativa está en Mount Pleasant, Carolina del Sur. Tiene un catálogo de más de 12.000 títulos y — junto con su filial, The History Press — publica 900 títulos nuevos cada año.
Su fórmula para publicaciones regionales es utilizar escritores o historiadores locales para escribir sobre su comunidad utilizando entre 180 y 240 fotografías en blanco y negro con subtítulos y párrafos introductorios en un libro de 128 páginas. La serie Images of America es la línea de productos más grande de la empresa. Otras series incluyen Images of Rail, Images of Sports, Images of Baseball, Black America, Postcard History, Campus History, Corporate History, Legendary Locals, Images of Modern America, and Then & Now.
En mayo de 2017, Arcadia adquirió Palmetto Publishing Group, un servicio de autoedición con sede en Charleston que opera desde 2015. En 2018, Arcadia fue adquirida por Lezen, una nueva empresa propiedad de Lili y Michael Lynton. En marzo de 2019, Walter Isaacson se convirtió en editor general y asesor principal de Arcadia Publishing, donde promocionará libros para la empresa, así como edición, desarrollo de nuevas estrategias y asociaciones.
En 2010, Arcadia se convirtió en la primera editorial importante en imprimir todos sus libros en papel del Forest Stewardship Council (FSC). Todos los libros de la editorial también se imprimen y fabrican en Carolina del Sur en papel fabricado en Estados Unidos.

## Huellas
- Applewood Books (comprado en 2023).[10]
- Libros infantiles Arcadia (fundada en 2019).[11]
- Belt Publishing (adquirida en 2024) [12]
- Commonwealth Editions (adquirida en 2021 de Applewood Books).[13]
- The History Press (originalmente una subsidiaria estadounidense de la editorial del mismo nombre con sede en el Reino Unido; vendida a Arcadia en 2014).[14] The History Press se especializa en libros que tratan sobre "narrativas de héroes locales, pérdidas trágicas, colecciones de recetas locales, misterios históricos y todo lo demás".[15] Algunas de sus series incluyen: American Legends (una serie centrada en la mitología, leyendas y misterios locales), Forgotten Tales (una línea de libros que catalogan historias casi olvidadas) y Haunted America (libros de historia paranormal escritos escritos por autores locales sobre historias de fantasmas específicas de ciudades de Estados Unidos).[16][17][18]
- Pelican Publishing Company (comprada en 2019).[19] Pelican publica libros centrados en la cultura, la cocina, el arte y la historia de Luisiana y el sur.[20]

## Distribución
Los libros están impresos en los Estados Unidos. Arcadia maneja sus propias ventas y distribución y cada uno de los siguientes representa un tercio de las ventas de la empresa:
- Cadenas de librerías
- Librerías, bibliotecas y museos independientes
- Puntos de venta no tradicionales (p. ej., sociedades históricas, ferreterías) [21]